# Rajd Antibes 2004
Rajd Antibes 2004 (39. Rallye International d'Antibes - Rallye d'Azur) – 39 edycja rajdu samochodowego Rajd Antibes rozgrywanego we Francji. Rozgrywany był od 22 do 24 października 2004 roku. Była to dziewiąta runda Rajdowych Mistrzostw Europy w roku 2004. Składał się z 18 odcinków specjalnych.

## Klasyfikacja rajdu
| Miejsce                      | Kierowca                     | Pilot                        | Samochód                     | Czas                         | Strata                       |                              |
| Klasyfikacja generalna i ERC | Klasyfikacja generalna i ERC | Klasyfikacja generalna i ERC | Klasyfikacja generalna i ERC | Klasyfikacja generalna i ERC | Klasyfikacja generalna i ERC | Klasyfikacja generalna i ERC |
| ---------------------------- | ---------------------------- | ---------------------------- | ---------------------------- | ---------------------------- | ---------------------------- | ---------------------------- |
| 1.                           | Simon Jean-Joseph            | Jack Boyere                  | Renault Clio S1600           | 3:48:45.3                    | 0.0                          |                              |
| 2.                           | Dominique De Meyer           | Eric Fouillat                | Renault Mégane Maxi          | 3:50:55.6                    | +2:10.3                      |                              |
| 3.                           | Michał Sołowow               | Maciej Baran                 | Renault Clio S1600           | 3:59:17.1                    | +10:31.8                     |                              |
| 4.                           | Frédéric Maniccia            | Christian Ascenzi            | Renault Clio Ragnotti        | 4:08:22.8                    | +19:37.5                     |                              |
| 5.                           | Frédéric Papavero            | Frédéric Hoffmann            | Renault Clio RS              | 4:08:32.9                    | +19:47.6                     |                              |
| 6.                           | Philippe Barbero             | Patrice Gullino              | Renault Clio RS              | 4:13:47.5                    | +25:02.2                     |                              |
| 7.                           | Paolo Onoscuri               | Chantal Petit                | Nissan Almera Kit Car        | 4:13:53.1                    | +25:07.8                     |                              |
| 8.                           | Laurent Kandoyan             | Carole Kandoyan              | Peugeot 106 S16              | 4:16:25.3                    | +27:40.0                     |                              |
| 9.                           | Hugues Chareyre              | Jean-Luc Duval               | Peugeot 106 XSI              | 4:17:36.1                    | +28:50.8                     |                              |
| 10.                          | Vittore Saredi               | Monica Cicognini             | Honda Civic Type-R           | 4:19:33.3                    | +30:48.0                     |                              |